# 北海道道332号当麻停車場線
北海道道332号当麻停車場線（ほっかいどうどう332ごう とうまていしゃじょうせん）は、北海道上川郡当麻町内を結ぶ一般道道（北海道道）である。

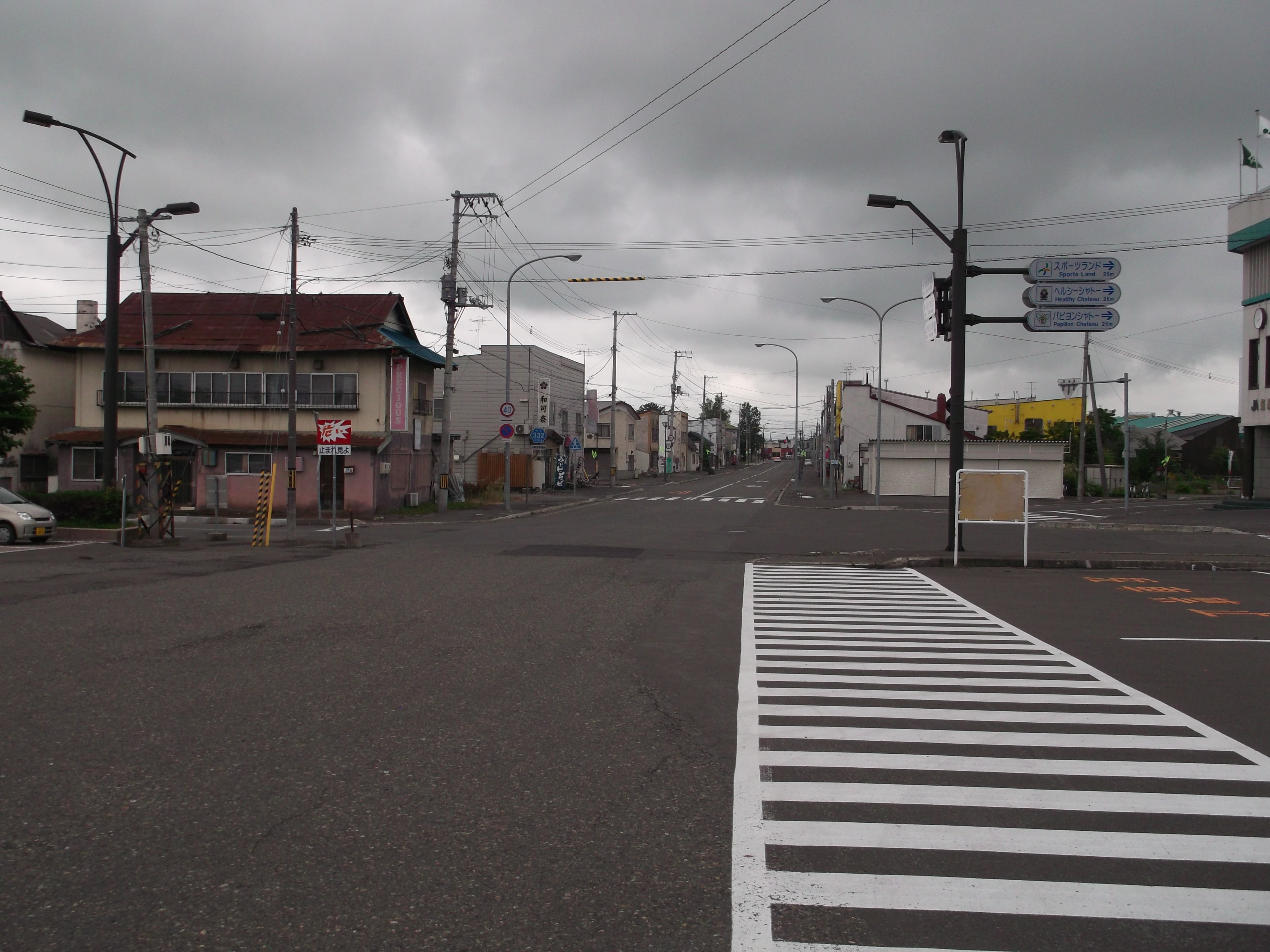

## 概要

### 路線データ
- 起点：北海道上川郡当麻町4条東3丁目（JR北海道 石北本線 当麻駅）
- 終点：北海道上川郡当麻町4条南3丁目（北海道道1122号当麻比布線交点）
- 総延長：0.354 km
- 実延長：0.354 km
- 重用延長：0 km

### 道路管理者
- 上川総合振興局 旭川建設管理部 事業課

## 歴史
- 1960年（昭和35年）4月1日 - 323号として路線認定[1]。
- 1994年（平成6年）10月1日 - 路線番号を332号に変更[2]。

## 地理

### 通過する自治体
- 上川総合振興局
  - 上川郡当麻町

### 交差する道路
当麻町
- 北海道道1122号当麻比布線 - 4条南3丁目（終点）

### 沿線にある施設など
当麻町
- JR北海道 石北本線 当麻駅
- 当麻農業協同組合
- 当麻町郷土資料館